# Sakura, Chiba

Sakura (佐倉市 Sakura-shi?), este un municipiu din Japonia, prefectura Chiba.